# Martin Gordan
Pour les articles homonymes, voir Gordan.
Martin Gordan, né au XIXe siècle à Bad Bramstedt (Province du Schleswig-Holstein) et mort au XXe siècle à Simmerath (Rhénanie-du-Nord-Westphalie), est un patineur artistique allemand qui est médaillé de bronze mondial en 1902 et 1904.

## Biographie

### Carrière sportive
Martin Gordan est un patineur allemand représentant l'Empire allemand. Il participe à cinq mondiaux et quatre championnats européens au début du XXe siècle. Il est deux fois médaillé de bronze aux championnats du monde de 1902 à Londres et de 1904 à Berlin.
Il arrête les compétitions internationales après les championnats européens de janvier 1907.

### Reconversion
Après sa carrière sportive, il officie notamment comme juge de patinage artistique.

## Palmarès
| Compétition                         | 1899 | 1900 | 1901 | 1902 | 1903 | 1904 | 1905 | 1906 | 1907 |
| Championnats du monde               |      |      |      | 3e   |      | 3e   | 5e   | 7e   | 6e   |
| Championnats d'Europe               | 4e   |      |      | CA   | CA   | 4e   | 5e   |      | 6e   |
| Championnats d'Allemagne            | CA   |      |      | CA   |      |      | 3e   | 3e   |      |
| Légende : CA = Championnats annulés |      |      |      |      |      |      |      |      |      |